# Іларіон (Рогалевський)
Іларіон Рогалевський (до 1700, Мінськ — † 1742, Твер) — український релігійний діяч доби Гетьманщини. Архієпископ Чернігівський РПЦ (25 березня 1735 — 11 жовтня 1738). 

## Біографія
Народився у Мінську, на території Речі Посполитої. У юності емігрував на Гетьманщину, навчався у Києво-Могилянській академії. Був архимандритом Лубенського Мгарського монастиря у Лубенському полку Гетьманщини. Звідси 1728 емігрував на Московщину, де спочатку призначений настоятелем Московського Донського монастиря, а потім  архієпископом Казанським у Татарстані (1732). Проте довго не зтаримався на цій кафедрі. 1735 повертається на Гетьманщину, де стає єпископом Чернігівським. Цю кафедру займає з 25 березня 1735 по 11 жовтня 1738. 
Дбав про поширення освіти серед духовенства, виступав проти обмежень царським урядом прав української церкви, зокрема проти заборони монастирям набувати землю. За гострі вислови був під арештом.
1738 за штатом у Києво-Печерській лаврі. За іншими даними, вивезений до Московщини, де доведений до смерті у Твері. 